# كاري هيكس
كاري هيكس (بالإنجليزية: Curry Hicks)‏ هو مدير فني أمريكي، ولد في 17 يناير 1885 في إينفيلد في الولايات المتحدة، وتوفي في 28 فبراير 1964 في توسان في الولايات المتحدة.